# MercedesCup 2019
MercedesCup 2019 là giải quần vợt nam thi đấu trên mặt sân cỏ ngoài trời. Đây là lần thứ 42 Giải quần vợt Stuttgart Mở rộng được tổ chức, và là một phần của ATP World Tour 250 của ATP Tour 2019. Giải đấu diễn ra tại Tennis Club Weissenhof ở Stuttgart, Đức, từ ngày 10 tháng 6 đến ngày 16 tháng 6 năm 2019.

## Nội dung đơn ATP

### Hạt giống
| Quốc gia | Tay vợt               | Xếp hạng1 | Hạt giống |
| -------- | --------------------- | --------- | --------- |
| GER      | Alexander Zverev      | 5         | 1         |
| RUS      | Karen Khachanov       | 11        | 2         |
| RUS      | Daniil Medvedev       | 14        | 3         |
| GEO      | Nikoloz Basilashvili  | 16        | 4         |
| FRA      | Gaël Monfils          | 17        | 5         |
| CAN      | Milos Raonic          | 18        | 6         |
| CAN      | Félix Auger-Aliassime | 22        | 7         |
| CAN      | Denis Shapovalov      | 24        | 8         |

- 1 Bảng xếp hạng vào ngày 27 tháng 5 năm 2019.

### Vận động viên khác
Đặc cách:
- Lucas Pouille
- Alexander Zverev
- Mischa Zverev

Bảo toàn thứ hạng:
- Jo-Wilfried Tsonga

Vượt qua vòng loại:
- Dustin Brown
- Viktor Galović
- Feliciano López
- Alexei Popyrin

### Rút lui
Trước giải đấu
- Pablo Carreño Busta → thay thế bởi  Steve Johnson
- Laslo Đere → thay thế bởi  Peter Gojowczyk
- Stan Wawrinka → thay thế bởi  Miomir Kecmanović

Trong giải đấu
- Milos Raonic

## Nội dung đôi ATP

### Hạt giống
| Quốc gia | Tay vợt       | Quốc gia | Tay vợt       | Xếp hạng1 | Hạt giống |
| -------- | ------------- | -------- | ------------- | --------- | --------- |
| AUS      | John Peers    | BRA      | Bruno Soares  | 26        | 1         |
| CRO      | Nikola Mektić | CRO      | Franko Škugor | 27        | 2         |
| USA      | Bob Bryan     | USA      | Mike Bryan    | 35        | 3         |
| AUT      | Oliver Marach | AUT      | Jürgen Melzer | 85        | 4         |

- 1 Bảng xếp hạng vào ngày 27 tháng 5 năm 2019.

### Vận động viên khác
Đặc cách:
- Andre Begemann /  Dustin Brown
- Lucas Pouille /  Jo-Wilfried Tsonga

Thay thế:
- Matteo Berrettini /  Márton Fucsovics

### Rút lui
Trước giải đấu
- Hubert Hurkacz

## Nhà vô địch

### Đơn
- Matteo Berrettini đánh bại  Félix Auger-Aliassime, 6–4, 7–6(13-11)

### Đôi
- John Peers /  Bruno Soares đánh bại  Rohan Bopanna /  Denis Shapovalov, 7–5, 6–3